# NRTN
NRTN (англ. Neurturin) – білок, який кодується однойменним геном, розташованим у людей на короткому плечі 19-ї хромосоми. Довжина поліпептидного ланцюга білка становить 197 амінокислот, а молекулярна маса — 22 405.
| 10         |  | 20         |  | 30         |  | 40         |  | 50         |
| ---------- |  | ---------- |  | ---------- |  | ---------- |  | ---------- |
| MQRWKAAALA |  | SVLCSSVLSI |  | WMCREGLLLS |  | HRLGPALVPL |  | HRLPRTLDAR |
| IARLAQYRAL |  | LQGAPDAMEL |  | RELTPWAGRP |  | PGPRRRAGPR |  | RRRARARLGA |
| RPCGLRELEV |  | RVSELGLGYA |  | SDETVLFRYC |  | AGACEAAARV |  | YDLGLRRLRQ |
| RRRLRRERVR |  | AQPCCRPTAY |  | EDEVSFLDAH |  | SRYHTVHELS |  | ARECACV    |

A: Аланін

C: Цистеїн

D: Аспарагінова кислота

E: Глутамінова кислота

F: Фенілаланін

G: Гліцин

H: Гістидин

I: Ізолейцин

K: Лізин

L: Лейцин

M: Метіонін

P: Пролін

Q: Глутамін

R: Аргінін

S: Серин

T: Треонін

V: Валін

W: Триптофан

Кодований геном білок за функцією належить до факторів росту. 
Секретований назовні.